# Трубашур
Трубашу́р (рос. Трубашур) — присілок в Глазовському районі Удмуртії, Росія.

## Населення
Населення — 334 особи (2010; 345 в 2002).
Національний склад станом на 2002 рік:
- удмурти — 76 %

## Урбаноніми[3]
- вулиці — Джерельна, Центральна, Шкільна